# ميغيل دوهاميل
ميغيل دوهاميل هو متسابق دراجات نارية كندي. نافس في سباقات بطولة العالم لفئة 500 سي سي. كما شارك في بطولة العالم للسوبربايك.

## روابط خارجية
- ميغيل دوهاميل على موقع IMDb (الإنجليزية)
- ميغيل دوهاميل على موقع MotoGP.com (الإنجليزية)
- ميغيل دوهاميل على موقع WorldSBK.com (الإنجليزية)